# 横山剣
横山 剣（よこやま けん、1960年7月6日 - ）は、日本の歌手、作曲家、プロデューサー。クレイジーケンバンドのボーカルであり、レコード会社「ダブルジョイレコーズ」の代表取締役である。自称、「東洋一のサウンドクリエイター」。通称は「crazyken」。本名は横山 正佳（よこやま まさよし）。横浜市出身。

## 略歴

### 生い立ち
神奈川県川崎市の聖マリアンナ病院で生まれる。赤ん坊の頃は本郷町に在住していたが、物心つく頃には本牧に移り、幼年期を過ごす。母親の離婚・再婚等もあり、小学生時代は日吉付近、中学生時代は横浜ドリームランド付近と、横浜市内を転々と引っ越して過ごす。本牧から日吉へ引っ越した時に幼稚園に入園。実父は茨城県、実母は熊本県八代市出身で、「"ハマッ子"の代表選手みたいにいわれますが、一代遡ればそんなものです」と述べている。
幼少期からジャズやボサノヴァなどの音楽に親しむ一方で、5代目三遊亭圓楽が語るアルバム『円楽のプレイボーイ講座12章（演奏：前田憲男とプレイボーイズ）』に多大な影響を受ける。
小学2年生の時に、腎炎と自律神経失調症を併発し、駒沢にある国立東京第二病院（現在の国立病院機構東京医療センター）に入院。
初めて買ったレコードは小学2年生の時で、いしだあゆみの「ブルー・ライト・ヨコハマ」。この頃から感覚的に自己流でピアノを弾いて曲を作りはじめ、小学6年生の頃には曲を完成させるほどになった。
チューリップが出演する慶應義塾大学のイベント（神田共立講堂）に足を運んだ際、プログラムにないキャロルが、ポマードべったりの頭に上下革製のライダースで登場し、大きな衝撃を受けた。
横浜市立大正中学校時代からバンド活動を始め、16歳からは“横山火呂死（ヒロシ）”と名乗っていた。
音楽活動だけでなく、自転車暴走族『毒ガス』を率いていた事もあり、神奈川県大和市にあったレーシングショップ『ピットローブ』に足しげく通っていた。
中学卒業後は堀越高校の一般コースに進むが、2年生の2学期を前に中退。横浜市立港高等学校など、定時制高校を転々としながら、以降はガソリンスタンドの正社員をしながらデモテープを作ってレコード会社に片っ端から持ち込むといった日々を送る。
ロサンゼルスに住んでいる友人のもとに遊びに行ったところ、古着が捨て値で売られていたのでそれらを買い付けし、横浜周辺で古着の商売を始める。その後、原宿に訪れた際にたまたま寄った所がクールス・ロカビリークラブのリーダー佐藤秀光が経営している衣服店『チョッパー』であった。その店のスタッフが「友人の先輩」だったことから、クールス・ロカビリークラブのメンバーの面識を得る。1978年にクールス・ロカビリークラブのローディーになる。また、『チョッパー』の店員になる。

### 音楽活動開始
1981年にクールスRCのボーカリストになるが、1984年に脱退した。元ラッツ&スターの山崎廣明らと「ダック・テールズ」を結成するが、1年半で事務所から解雇されてしまう。
その後、職業作曲家をしながら昼は貿易会社の社員や輸出貨物の検査官等をする一方で、夜にライブ活動を行なう（この頃のバンド仲間に赤坂泰彦がいる）。1990年に「ZAZOU（ザズー）」結成（後にクレイジーケンバンドで活動を共にする杉山清貴＆オメガトライブの元メンバーであった廣石恵一、小野瀬雅生も在籍）。同時期に「MOON DOGS」というバンドに作曲で参加している。1991年には「CK's」を結成。廣石、小野瀬に加え、洞口信也も参加（小野瀬欠席時には新宮虎児がエキストラとして参加）し、ここでクレイジーケンバンドの原型が形作られる。1995年自社レーベル「ダブルジョイレコーズ」を設立（現・代表取締役）。

### クレイジーケンバンド
1997年にクレイジーケンバンド（略称CKB）を結成。1998年にアルバム「PUNCH!PUNCH!PUNCH!」でデビュー。テレビやライブ活動を通じて徐々に全国的な人気を博す。
歌の途中で入れる「イーネッ!」という独特のフレーズを持っている。このフレーズは、横山が幼少時によく遊びにいった、彼の叔父の得意なフレーズを元にしている。
横浜市中区出身で、現在も本牧に住み、地元に密着した音楽活動を行っている。横浜市資源循環局のプロジェクト「ヨコハマはG30」（平成22年度のゴミ排出量を平成13年度比30%減を目標にするプロジェクト）のテーマソング「いいね!横浜G30」の作曲を担当（作詞は一般人）。また横浜市立みなと総合高等学校の校歌の作曲を担当（作詞は同校の生徒）、SMAP・TOKIO・ジェロ・和田アキ子・松崎しげるらに楽曲を提供するなど音楽活動に精を出す一方で、雑誌連載などの執筆活動、ラジオDJなども並行して行っている。
基本的に楽曲提供は作詞・作曲ともに行われる（そのバックの演奏をCKBが務める場合も多い）が、1990年代に職業作家としての活動を志向していた時期には作曲のみ提供することが多かった（友人でもある作詞家・山田ひろしとのコンビ作が目立つ。2008年発表のCKBのアルバム「ZERO」収録の「Lookin' your eyes」は、この時期に2人で作っていた作品）。珍しいケースとして、高橋克典に提供した「男の美学」（テレビ朝日系ドラマ『特命係長 只野仁』挿入歌）は作詞のみ（作曲は小久保淳平）である。
また、NHK教育テレビの幼児向け番組・ピタゴラスイッチの「おとうさんスイッチ2」というコーナーに娘とともに出演したことがある。その際、本名の横山正佳でクレジットされた。
2005年「タイガー&ドラゴン」で紅白歌合戦出場を打診されたが辞退している。

## ソロ作品
- CRAZY KEN'S GROOVE TRAX（1995年9月21日発売）※限定12インチ
- CRAZY KEN'S WORLD（1995年9月21日、『クレイジーケンの世界』として発売。1998年6月25日、リマスタリングされ、このタイトルで再発。“クレイジーケン”名義）

横山いわく「このアルバムは“クレイジーケンバンド準備号”」。クレイジーケンバンドの母体である「CK's」のメンバーがレコーディングに参加している。
- 横山剣自宅録音シリーズ 第1集 シャリマール（1998年11月）※カセット
- 横山剣自宅録音シリーズ 第2集 スウィート・ヴァイブレーション（1998年11月）※カセット
- 横山剣自宅録音シリーズ 第3集 香港的士（1998年11月）※カセット
- ザ・自宅 麗しの沙羅（2006年6月）※ライブ会場および通販のみで販売。guest：＠新宮虎児
- ザ・自宅 題名のないSOUL（2006年6月）※ライブ会場および通販のみで販売。guest：AIKO SUGAWARA & ISOP
- ザ・自宅 9月21日（2006年6月）※ライブ会場および通販のみで販売。guest：SMOKEY TETSUNI
- 町田録音シリーズ -ZERO/Girls!Girls!Girls!/MINT CONDITION- （2011年2月）※“クレイジーケンバンド feat.Crazy Ken”名義。横山ひとりによる『ZERO』『ガール!ガール!ガール!』『MINT CONDITION』のデモ音源を、公式にCD化したもの

## 参加作品
- ピチカート・ファイヴ「さ・え・ら ジャポン」（2001年1月1日）

12.スキヤキ・ソング
- 野宮真貴「Lady Miss Warp」（2002年11月7日）

7.気分を出してもう一度
- 野宮真貴「野宮真貴 渋谷系ソングブック」（2018年10月31日）
- What's Love?「あの鐘を鳴らすのはあなた」（2001年11月7日）

1.あの鐘を鳴らすのはあなた（by What's Love?と横山剣）
- 渚ようこ「渚ようこリサイタル・新宿マドモアゼル」（2001年11月20日）

14.サニー 勝新太郎仕様（渚ようことデュエット）
15.また逢う日まで（渚ようことデュエット）
- オムニバス「Di VIBES 〜Japanese Reggae Selection 2006〜」（2006年12月20日）

15.Life is Beautiful 〜LP VERSION〜w/横山剣 from CRAZY KEN BAND
- Q（ラッパ我リヤ）「THE BANGSTA」（2006年3月22日）

5.THE POWER OF DREAMS feat.横山 剣 from CRAZY KEN BAND
- PAPA B「Life Is Beautifle feat.横山剣 from CRAZY KEN BAND」（2006年5月17日）
- 肉体関係part2 逆featuringクレイジーケンバンド （ライムスター）CKB （2002年10月9日）
ほか多数。

## 楽曲提供
- 和田アキ子「ルンバでブンブン」（2003年6月11日）

作詞・作曲提供。カップリング曲「史上最悪の夜」も作詞・作曲を担当。CKBでヒットした「タイガー&ドラゴン」のカバーも収録されている。3曲とも演奏はCKB。なお和田には他にも数曲、提供している。
- SEIYUのCMに楽曲提供。
- 高橋克典「男の美学」 - テレビドラマ『特命係長 只野仁』挿入歌（2003年8月6日）

作詞提供。作曲は小久保淳平。同曲は通常のエピソードのほかスペシャル、劇場版でも使用されている。
- 一青窈「茶番劇」 - アルバム「Key」リード曲（2008年3月5日）

作曲提供。作詞は一青。
- グループ魂「欧陽菲菲〜グループ魂に横山剣（クレイジーケンバンド）も〜」 - アルバム「ぱつんぱつん」に収録（2008年6月18日）

作詞・作曲提供。コーラスでも参加。
- 松崎しげる（“シゲルBROWN”名義）「オヤコのマーチ」（2008年10月22日）

作曲提供。作詞はElvis Woodstock（リリー・フランキー）。シングルのカップリングにはCKBのアルバム曲「男の滑走路」のカバーを収録（2曲とも横山プロデュース、演奏はCKB）。
- ジェロ「アルゼンチン逃避行」 - アルバム「約束」に収録（2009年2月25日）

作曲提供。作詞は秋元康。
- NHK教育『みいつけた!』オリジナルソング「サボさんまいったな」（2011年1月よりオンエア、同年8月3日発売のアルバム「みいつけた! パーティー」に番組バージョン、フルバージョンの2タイプが収録。その後、CKBによるセルフカバーが2012年2月1日発売のシングル「不良倶楽部」に収録）

作曲提供。作詞はふじきみつ彦。歌は番組キャラクター“サボさん”（声・操演：佐藤貴史）。演奏はCKB。なお同曲はCKBのライブでも時折、演奏されている。
- 八代亜紀「ネオンテトラ」 - アルバム「哀歌-aiuta-」に収録（2015年10月28日発売）[6]
- タッキー&翼「ボクラのエスケイプ」（作曲、作詞は山田ひろし） - アルバム「TRIP & TREASURE TWO」（2015年12月2日）に収録[7]
- 大西ユカリ「ユカリ☆EXPLOSION」（作曲・アレンジ、作詞は宮藤官九郎） - 映画『ディアスポリス -DIRTY YELLOW BOYS-』主題歌 [8]
- 平井堅「やってらんないぜ」 - アルバム「Ken Hirai Singles Best Collection 歌バカ2」に収録（2017年7月12日）[9]

作詞・作曲提供。
- クミコ「フローズン・ダイキリ」 - アルバム「デラシネ deracine」に収録（2017年9月27日）

作曲提供、コーラスも参加。作詞は松本隆。
- 渚ようこ『YOKO ELEGANCE～渚ようこの華麗なる世界』（アルバム）2021年12月2日

横山がプロデュ―ス、クレイジーケンバンドが全演奏を担当
楽曲提供「ニュー・トーキョー」

## 出演
※個人の出演のみ。クレイジーケンバンド#メンバーも参照。

### テレビドラマ
- ザ・ハングマンII　第6話（1982年7月9日、「ヨガ秘術 しゃべる水死体」、ABC） - 本人役（クールスR.C.の一員として。また、劇中に於て「シンデレラ・リバティ」が演奏された。）
- 池袋ウエストゲートパーク（2003年3月28日、TBS） - マコトの父親 役[注釈 3]
- 続・最後から二番目の恋 第4話（2014年5月8日、フジテレビ） - 本人 役

### テレビ番組
- MUSIC EDGE + Osaka Style（2009年10月、MBS）
- オンタマ（2010年8月16日 - 20日、テレビ朝日）

### ラジオ番組
- ミュージックパイロット（2003年4月1日 - 2005年3月22日、NHK-FM） - DJ
- HONMOKU RED HOT STREET（2005年4月2日 - 、FMヨコハマ） - パーソナリティ

### 映画
- 怪奇!!幽霊スナック殴り込み!（2005年制作、2006年公開・DVDリリース、監督・脚本：杉作J太郎） - 本人 役

### 舞台
- 横山剣 大座長公演（2013年5月6日 - 9日、浅草公会堂ホール）

### CM
- 森永乳業 ヨーグルト「ビヒダス」
- 元町ショッピングストリート「チャーミングセール」（2016年）[11]
- 日本コカ・コーラ「からだすこやか茶W」（2017年2月 - 終了）※阿佐ヶ谷姉妹と共演、10月からはたむらけんじと共演している。
- 西原商会（2018年3月 - ）

### 広告
- タツミプランニング（2015年） - イメージキャラクター[12]

### 新聞
- 学生新聞 ※表紙[13]

## 著書
- クレイジーケンの夜のエアポケット（2002年11月、ぴあ） - 雑誌『weeklyぴあ』に連載された同名コラムの書籍化。
- クレイジーケンの夜のエアポケット 増補改訂版（2007年11月、ぴあ）
- 『クレイジーケンズ マイ・スタンダード』小学館、2007年。ISBN 978-4093637152。 - 500ページ以上にわたる書き下ろし。初の自叙伝
- 亀 コロ（2009年9月、ブルース・インターアクションズ） - 根本敬とコラボした大人の絵本
- やる気のバイブル（2010年8月、武田ランダムハウスジャパン） - ファンクラブ会報、ブログの中からセレクトされたコトバ集
- 僕の好きな車（2019年1月、立東舎）